# بریژیت اورتلی
بریژیت اورتلی (انگلیسی: Brigitte Oertli؛ زادهٔ ۱۰ ژوئن ۱۹۶۲) اسکی‌باز آلپاین اهل سوئیس است.